# Lewis Miller
Lewis Miller (Sídney, 24 de agosto de 2000) es un futbolista australiano que juega en la demarcación de lateral derecho para el Blackburn Rovers F. C. de la EFL Championship.

## Selección nacional
Tras jugar en la categoría sub-23, finalmente hizo su debut con la selección absoluta de Australia el 13 de octubre de 2023 contra Inglaterra en un partido que finalizó con un resultado de 1-0 a favor del combinado inglés tras el gol de Ollie Watkins.

## Clubes
| Club                           | País       | Año       | Partidos | Goles |
| ------------------------------ | ---------- | --------- | -------- | ----- |
| Northbridge FC                 | Australia  | 2017      | 12       | 0     |
| Central Coast Mariners Academy | Australia  | 2018-2022 | 48       | 3     |
| Central Coast Mariners F. C.   | Australia  | 2018-2022 | 59       | 1     |
| Hibernian F. C.                | Escocia    | 2022-2025 | 85       | 5     |
| Blackburn Rovers F. C.         | Inglaterra | 2025-     |          |       |